# نخل سكيبيا
نخل سكيبيا أو نخل جبلي أو نخل فضي (الاسم العلمي: Schippia concolor)، نخلة متوسطة الحجم من فصيلة النخلية موطنها بليز وغواتيمالا. سميت على مكتشفها، عالم النبات الأسترالي وليام سكيب. وهو مهدد بفقدان الموائله. وهو النوع الوحيد في جنس سكيبيا.